# Mérlegcella

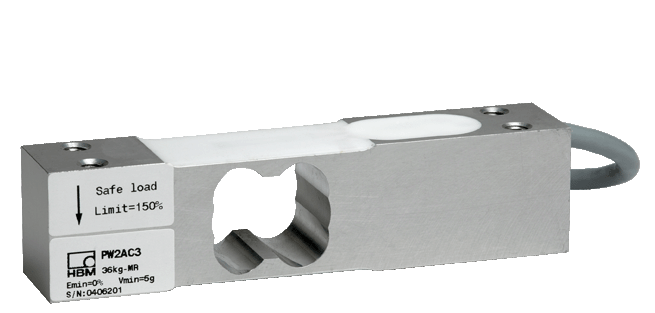
Egypont mérlegcella

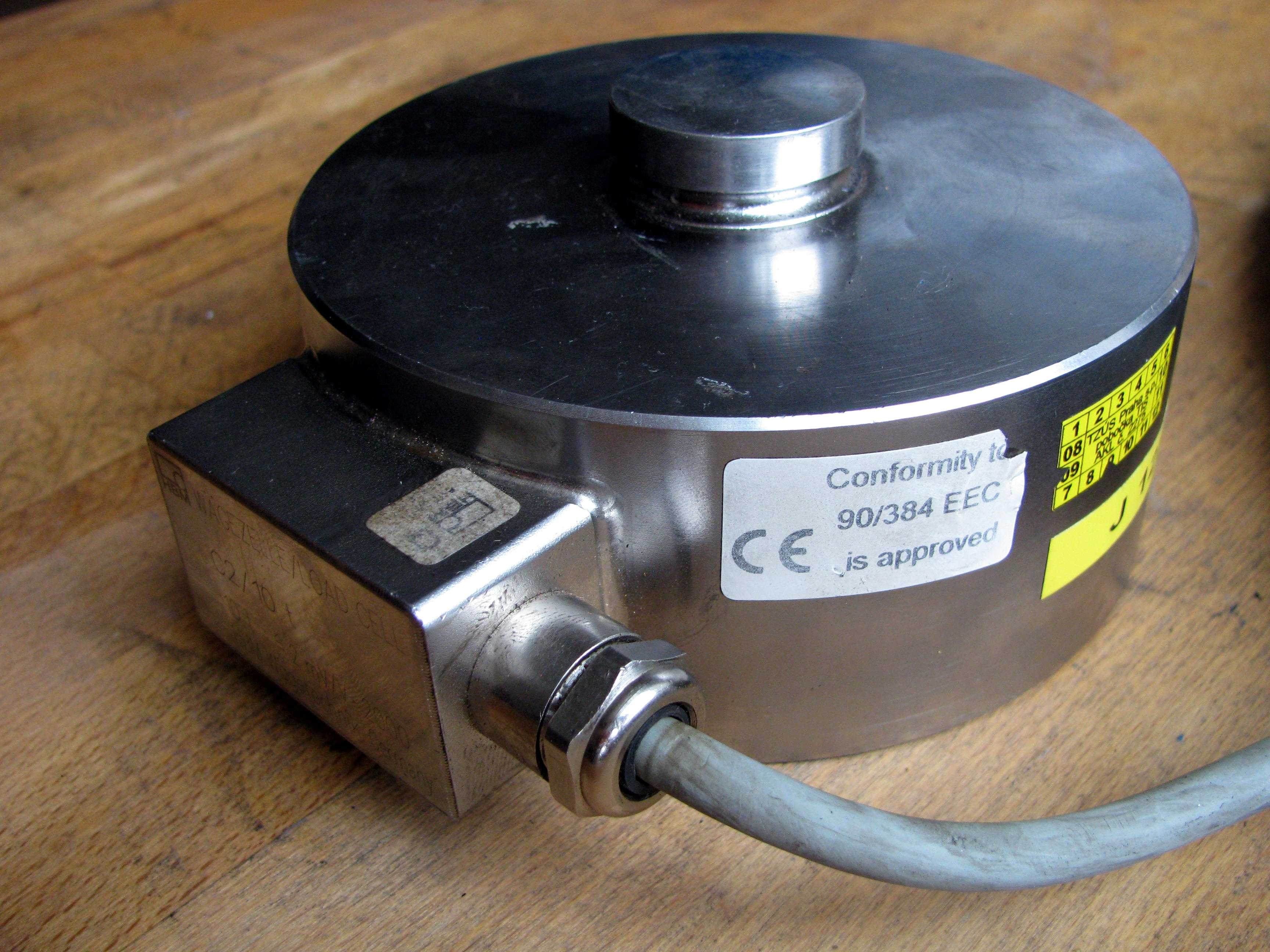
Nyomócella

A mérlegcella egy olyan érzékelő, melynek a kimenő elektromos jele egyenesen arányos az általa mért tömeggel. Működési elvében, felépítésében hasonló érzékelő az erőmérő cella, mely esetén az kimenő elektromos jel a mért erővel arányos. Általában a mérlegcellát és az erőmérő cellát az különbözteti meg, hogy a mérlegcella kg (kilogramm) vagy t (tonna) skálázású, míg az erőmérő cella N (newton) vagy kN skálázású. A mérlegcellák és erőmérő cellák számtalan különböző mérési elven működhetnek, lehetnek nyúlásmérő bélyegesek vagy piezoelektromosak.

## Nyúlásmérő bélyegesmérlegcellák és erőmérő cellák

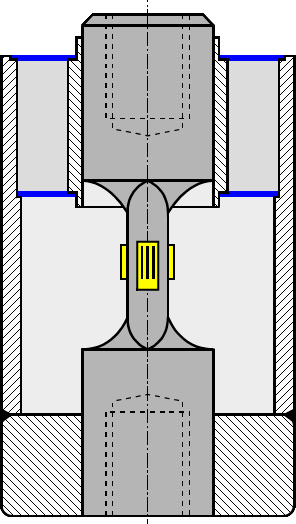
Oszlopcella

A nyúlásmérő bélyeges mérlegcellák és erőmérő cellák a legelterjedtebbek az iparban. Ezek a cellák nagy merevségűek, a sajátfrekvenciájuk magas frekvenciatartományban van, alkalmasak statikus és dinamikus mérésre is és általában hosszú élettartamúak. A cellák mérési elve, hogy ha a cellatest alakváltozást szenved el, akkor vele együtt deformálódik a benne lévő nyúlásmérő bélyeg(ek) is, miközben megváltozik az abban lévő vezető ellenállása. Különböző terhelések hatására különböző ellenállás változást lehet mérni, ilyen módon skálázható, kalibrálható a cella.
A mérlegcellák és erőmérő cellák általában több (legalább 4) nyúlásmérő bélyeget alkalmaznak, azokat teljes Wheatstone-hídba kötve. Ettől eltérően előfordulhat még 1 bélyeget tartalmazó (negyedhídba kötött), illetve 2 bélyeget tartalmazó (félhídba kötött) cella is. A bélyegek száma, elhelyezkedése és bekötése döntően befolyásolja a cella érzékenységét, a mérés pontosságát, az érzékenységét a hőmérséklet-változására. A kimenő elektromos jel tipikusan pár mV (millivolt), így a legtöbb esetben erősíteni kell a jelet, mérőerősítő szükséges a használatához. A kimenő elektromos jel tömegre vagy erőre skálázható. Néhány cellát nagy felbontású, 24 bites A/D konverterrel látnak el, ezeket a cellákat digitális mérlegcellának vagy digitális erőmérő cellának hívják.

### A cellatest kialakítása
Több különböző kialakítású cellatest terjedt el:
- Csapcella: azokat a cellákat hívják így, melyek fektetett csap vagy hasáb alakúak, és az egyik végükön befogják, a másik végükön pedig megterhelik őket. Mérési elvük szerint lehetnek nyírócellák vagy hajlítócellák.
- Egypont mérlegcella vagy platformcella: kinézetében hasonló a csapcellához, de a kialakítása alkalmassá teszi arra, hogy a terhelés helyzete ne befolyásolja a mérést. Ezt nyomaték-kompenzációval érik el.
- Nyomócella: hengeres vagy hasáb alakú, csak tengely irányú nyomó terhelés felvételére alkalmas cella.
- Oszlopcella: hengeres alakú, önbeálló kivitelű, a nyomócella egyik változata.
- Húzó-nyomó cella: hengeres vagy hasáb alakú, csak tengely irányú húzó vagy nyomó terhelés felvételére alkalmas cella.
- S-cella: S alakú állított hasáb, a húzó-nyomó cellák egyik változata.
- Erőmérő gyűrű: alátét alakú erőmérő cella.
- Többkomponensű erőmérő cella: a cellatest henger alakú, a főiránya a henger tengelye, de a főirányú terhelésen (Fz) kívül alkalmas a keresztirányú terhelések mérésére is (Fx és Fy, egymásra merőleges irányok).

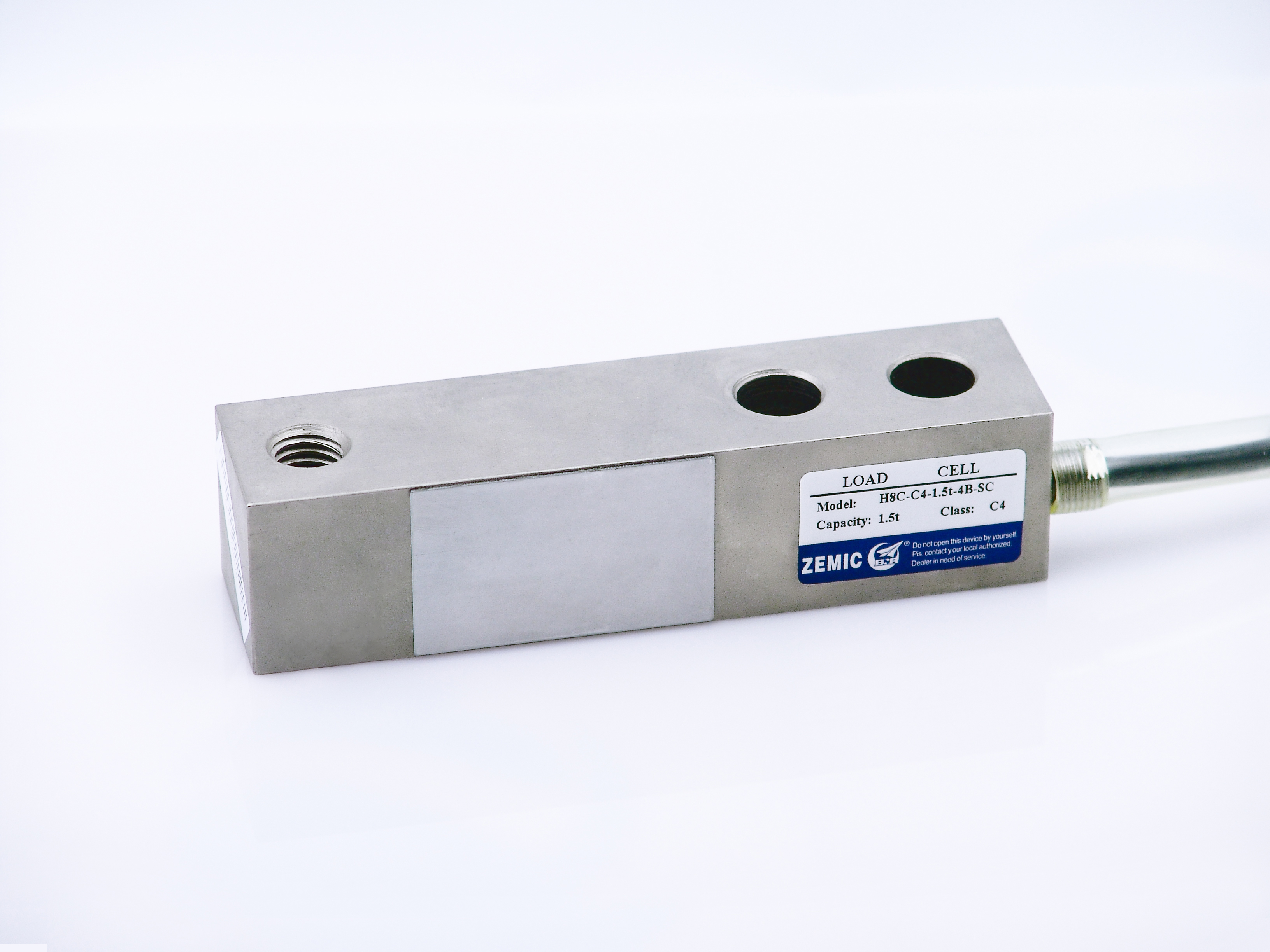
Csapcella

### Gyakori hibák
- Rögzítés, beépítés: a cellákat minden esetben megfelelően rögzíteni kell. Az összes terhelésnek tisztán a cellán (vagy cellákon) kell nyugodnia; a súrlódás nullpont eltolódást vagy hiszterézist okozhat. A nem megfelelő rögzítés, a nem megfelelő beépítés azt eredményezheti, hogy a mért eredmény a felhasználónak valósnak tűnik, miközben az jelentős mérési hibát okozhat.
- Túlterhelés: a cellatest a normál mérési tartományán belül rugalmas alakváltozást szenved, majd tehermentesítés után visszanyeri eredeti állapotát. Ha a cellát a normál mérési tartományán túl terhelik meg, akkor maradó alakváltozás következhet be, nullpont eltolódást eredményezhet, továbbá megnőhet a linearitási hibája, hiszterézise; a kalibrálása megnehezül vagy lehetetlenné válik. Nagyobb túlterhelés esetén a nyúlásmérő bélyegek leválhatnak a cellatestről, ami részleges vagy teljes működésképtelenséget okoz. Szélsőséges esetben a cellatest is eltörhet.
- Vezetékezési problémák: nem megfelelő vezetékezés esetén korrózió vagy a vezetékek közé jutó szennyeződés és nedvesség hatására jelentősen változhat a vezetékek ellenállása, ami hibás méréshez vezethet.
- Elektromos rongálódás: a cellát könnyen tönkreteheti indukált- vagy kóboráram. Ha villám csap a cellába, akkor nem megfelelő kialakítás vagy helytelen bekötés, földelés esetén teljesen tönkreteheti a nyúlásmérő bélyegeket. Ehhez hasonlóan a nem megfelelő bekötés miatti áramsokktól megsérülhet a bélyeg szigetelése. A cella közelében végzett hegesztéseknél is körültekintőnek kell lenni, a cellát ki kell kötni és az összes pint / kábel eret a lehető legközelebb le kell földelni.
- Nemlinearitás: a legtöbb cella nem tökéletesen lineáris karakterisztikával rendelkezik. Ezt a nemlinearitást akkor kell mindenképpen figyelembe venni, ha széles méréstartományban használják a cellát, vagy jóval nagyobb méréstartományú cellát kell használni a dinamikus vagy sokkszerű terhelések miatt. A nemlinearitás miatti pontosság csökkenés javítható, ha több ponton kalibráljuk az erőmérő cellát és ilyen módon adjuk meg a mérőerősítőnek vagy mérésadatgyűjtőnek a skálázást.[2]

### Híd tápfeszültség és névleges kimenet
A nyúlásmérő bélyeges mérlegcellának és erőmérő cellának tápfeszültségre van szüksége, amit a nyúlásmérő bélyeghez hasonlóan hídgerjesztésnek vagy híd tápfeszültségnek is hívnak. Ez általában 10 V, de gyakorlatilag 0 és 20 V között lehetséges, az adott cella specifikációjának megfelelően. A kimeneti jel - a terhelésen kívül - arányos tápfeszültséggel is. A cellák névleges kimenetét feszültségarányban szokták megadni, mV/V mértékegységgel, mely a névleges terhelésre vonatkozik. Ha például a cella méréstartománya 100 N és a névleges kimenete 2 mV/V, akkor 1 V tápfeszültség és 100 N terhelés mellett 2 mV-ot mérünk; ugyanakkor 10 V tápfeszültség mellett 20 mV-ot. Ez arra sarkallhatja a felhasználót, hogy nagyobb tápfeszültséget válasszon, de ez egy határon túl nem lehetséges, ugyanis a nyúlásmérő bélyeg nagyobb feszültség hatására felmelegszik, ami meghamisítja a mérést.
A tipikus névleges kimeneti jel 1 és 3 mV/V közötti. A tipikus maximális híd tápfeszültség 15 V.

### Vezeték bekötés

Wheatstone-híd 4 vezetékes bekötéssel

A teljes hidas cellák egyik lehetséges bekötése a 4 vezetékes bekötés. Ekkor a Wheatstone-híd két szemközti pontja a híd tápfeszültség (bekötési rajzokon alsó és felső pont, jelölésük Ex+ és Ex- vagy E+ és E-, magyarul Táp + és Táp -), a másik két szemközti pontja a mért jel (bekötési rajzokon bal és jobb pont, S+ és S- vagy Meas+ és Meas-, magyarul Mérő jel + és Mérő jel -). Ideális esetben nulla terhelésre S+ és S- között 0 mV a mért jel, ezt hívják kiegyenlített hídnak. Terhelés hatására a mért jel arányosan nő a terheléssel.
A másik lehetséges bekötés a 6 vezetékes bekötés. Ekkor két további vezetéket kötnek be, ezeket "sense", érzékelő vagy kompenzáló vezetékeknek hívják (bekötési rajzon a jelölésük Sens+ és Sens− vagy RS+ és RS-, magyarul Kompenzáló vezeték + és Kompenzáló vezeték -), és a híd tápfeszültség pozitív és negatív pontjaihoz kötik őket, párhuzamosan az Ex+ és Ex- vezetékekkel. Az ilyen bekötés képes kompenzálni a vezetékek ellenállás-változását, ami a hőmérséklet-változás hatására következhet be.
A vezetékek a legtöbb esetben színkódolásúak, de nincs igazán egységes színkód, a legtöbb gyártó saját kódolást használ. Egy lehetséges színkódolás: S+ fehér, S- piros, Ex+ kék, Ex- fekete, Sens+ zöld és Sens- szürke.
A teljes hídban lévő egyes ellenállások jellemzően 350 ohmosak, de néhány más tipikus érték is elterjedt, ilyen a 120 ohm és az 1000 ohm. A cellák adatlapja mindig tartalmazza, hogy hány vezetékes bekötésű a cella, és mekkora a bemenő és kimenő névleges ellenállása.
A híd jellemzően elektromosan izolált a cellatesttől. A cellatestben a nyúlásmérő bélyegek általában egymáshoz közel helyezkednek el, hogy a hőmérsékletük megegyezzen, ne legyen jelentős hatása a hőmérséklet-eltérésnek.

### Mérés több cellával
A terhelés mérésére használható egy vagy több cella is.
Ha a terhelés egy adott pontba koncentrálódik, vagy csak viszonylag kisebb felületen oszlik el, akkor használható egy cella (egypont cella, nyomócella, húzócella). Hosszúkás alakú szerkezetnél, pl. egy gerendánál a két végén kell egy-egy cellát használni; nagyobb hengeres alakú szerkezeteknél, pl. tartályoknál 3 cellát kell használni; míg négyszögletes szerkezeteknél, pl. hídmérlegnél 4-6-8 cellát alkalmaznak, a terhelés és a szerkezet nagyságától függően.
Ha garantálható, hogy a cellák szimmetrikusak, ugyanolyan típusúak, méréstartományúak, érzékenységűek, akkor az egyes cellákat közvetlenül lehet közösíteni, ezzel összegezve a mérési tartományukat. Ezzel a módszerrel csökkenthetők a költségek, ugyanakkor figyelembe kell venni, hogy a pontosság csökkenni fog. A cellákat párhuzamosan kell bekötni, minden vezetéket a többi cella ugyanolyan vezetékével (Ex+ és Ex+, S+ és S+, stb.); a kimenő jel egyenesen arányos a cellákon mért terhelés összegével. Pl. ha összekötnek két 100 kg-os mérési tartományú, 2 mV/V névleges kimenetű cellát ilyen módon, akkor 200 kg terhelésre mérhető 2 mV/V. Ezt a módszert gyakran alkalmazzák pl. a fürdőszoba mérlegeknél, kisebb pontosságú hídmérlegeknél.
Pontosabb mérést eredményez, ha közösítő dobozt használnak a több cellával végzett mérésekhez. A közösítő dobozokban potméterekkel, kiegészítő ellenállásokkal finoman összehangolhatók a cellák, a kimeneti jel a cellák által mért terhelés összege.
Néhány esetben szükség van arra, hogy ne csak a cellákon lévő terhelés összege legyen mérhető, hanem az egyes cellák által külön-külön mért terhelés is. Ilyenkor többcsatornás mérlegműszert, mérlegkijelzőt vagy mérésadatgyűjtőt kell használni.

## Piezoelektromos cellák
A piezoelektromos cellák a nyúlásmérő bélyeges cellákhoz hasonlóan a terhelés hatására keletkező deformációt használják ki. A mérőelem egy piezoelektromos kerámia vagy kristály, melynek a felületén nyomás hatására töltésmennyiség keletkezik. A keletkező töltésmennyiség arányos a terheléssel. Nagyságrendileg néhány pC (pikocoulomb) töltésmennyiség keletkezik 1 N terhelésre.
Régebben az ilyen típusú cellákat csak dinamikus mérésekhez használták, ugyanis a töltésmennyiség csak a dinamikus terhelés hatására keletkezik, de ma már a hozzájuk kapcsolt vagy beépített töltéserősítőkkel alkalmasak kvázi-statikus és dinamikus mérésekre egyaránt, bár hosszútávú statikus mérésekre nem ajánlott.
További előnye a töltéserősítőhöz kapcsolt celláknak, hogy széles mérési tartományban használhatók, legtöbbször jól skálázhatók, alacsony a jel-zaj arányuk. Előnye még a piezoelektromos celláknak a kis méret, az extrém nagy merevség, a magas a sajátfrekvencia. A legnagyobb hátrányuk, hogy a nyúlásmérő bélyeges cellákhoz viszonyítva rosszabb a pontosságuk. Figyelembe kell venni azt is, hogy a piezoelektromos cellák csak nyomó irányú terhelés tudnak mérni, ugyanis csak nyomás hatására keletkezik töltés a piezoelektromos kerámia vagy kristály felületén.
Az ilyen cellák tipikus felhasználási területe az erőmérés, dinamikusan változó nagy (nyomó irányú) terhelésnél; illetve ha kis helyen kell nagy erőt mérni és a pontosság nem elsődleges.

## Felhasználási területek
A mérlegcellák megtalálhatók az összes bolti mérlegben, gyümölcsmérlegben, fürdőszobai mérlegben, babamérlegben, hídmérlegben, tartálymérlegben, siló mérlegben, ipari mérlegben, laboratóriumban, raktárban, gyógyszertárban, áruházban, üzemekben, gazdaságokban, otthonunkban.
Az erőmérő cellák tipikus felhasználásai területei a kutatás-fejlesztési laboratóriumok, tesztberendezések, az gyártásközi- és gyártásvégi tesztpadok, a gyártógépek, présüzemek, gépállapot felügyeleti rendszerek, infrastruktúra felügyeleti rendszerek.

### Szabványok
- ASTM E4 - Practices for Force Verification of Testing Machines
- ASTM E74 - Practice for Calibration of Force Measuring Instruments for Verifying the Force Indication of Testing Machines
- NTEP - National Conference on Weights and Measures (Certificate of Conformance)